# 162P/Siding Spring
162P/Siding Spring, o anche cometa Siding Spring 2, è una cometa periodica, scoperta il 10 ottobre 2004 da Robert H. McNaught. Fu inizialmente ritenuta un asteroide, ma il 12 novembre 2004 gli astrofili Franco Mallia, Gianluca Masi e Roger Wilcox scoprirono che in effetti era una cometa; pochi giorni più tardi le veniva assegnata la denominazione definitiva, 162P/Siding Spring. La cometa appartiene alla famiglia delle comete gioviane.
Tra la fine del 1969 e l'inizio del 1970 la cometa ha sperimentato un lungo passaggio ravvicinato col pianeta Giove.
Lo spettro della cometa assomiglia a quello degli asteroidi troiani.